# Lijst van gemeentelijke monumenten in West Maas en Waal
De gemeente West Maas en Waal heeft 31 gemeentelijke monumenten. Hieronder een overzicht. 

## Alphen
De plaats Alphen kent 8 gemeentelijke monumenten:
| Object                            | Bouwjaar   | Architect | Locatie                 | Coördinaten                   | Nr.        | Afbeelding                        |
| --------------------------------- | ---------- | --------- | ----------------------- | ----------------------------- | ---------- | --------------------------------- |
| T-boerderij                       |            |           | Greffelingsedijk 23-23a | 51° 49' 44" NB, 5° 28' 41" OL | 0668/WN001 | T-boerderij                       |
| T-boerderij                       |            |           | Greffelingsedijk 25-25a | 51° 49' 45" NB, 5° 28' 42" OL | 0668/WN002 | T-boerderij                       |
| T-boerderij                       |            |           | Greffelingsedijk 47     | 51° 49' 51" NB, 5° 28' 51" OL | 0668/WN003 | Upload foto                       |
| Herenhuis + middellangsdeelschuur | circa 1860 |           | Kerkdijk 1              | 51° 49' 20" NB, 5° 28' 31" OL | 0668/WN004 | Herenhuis + middellangsdeelschuur |
| Langhuis van hoekgeveltype        |            |           | Molendijk 17            | 51° 48' 58" NB, 5° 27' 45" OL | 0668/WN005 | Langhuis van hoekgeveltype        |
| T-boerderij                       | circa 1860 |           | Molendijk 18            | 51° 48' 56" NB, 5° 27' 50" OL | 0668/WN006 | Meer afbeeldingen                 |
| Dijkmagazijn                      |            |           | Nieuwe Schans 5         | 51° 50' 13" NB, 5° 29' 49" OL | 0668/WN007 | Upload foto                       |
| Stoomgemaal                       |            |           | Nieuwe Schans 7         | 51° 50' 10" NB, 5° 29' 55" OL | 0668/WN008 | Meer afbeeldingen                 |

## Altforst
De plaats Altforst kent 2 gemeentelijke monumenten:
| Object      | Bouwjaar | Architect | Locatie          | Coördinaten                   | Nr.        | Afbeelding        |
| ----------- | -------- | --------- | ---------------- | ----------------------------- | ---------- | ----------------- |
| T-boerderij |          |           | Sluissewal 27    | 51° 51' 11" NB, 5° 33' 57" OL | 0668/WN009 | T-boerderij       |
| T-boerderij |          |           | Woerdsestraat 25 | 51° 51' 11" NB, 5° 32' 29" OL | 0668/WN010 | Meer afbeeldingen |

## Appeltern
De plaats Appeltern kent 2 gemeentelijke monumenten:
| Object             | Bouwjaar | Architect | Locatie      | Coördinaten                  | Nr.        | Afbeelding        |
| ------------------ | -------- | --------- | ------------ | ---------------------------- | ---------- | ----------------- |
| Langgevelboerderij | 1887     |           | Walstraat 13 | 51° 50' 0" NB, 5° 35' 47" OL | 0668/WN011 | Meer afbeeldingen |
| Langhuisboerderij  |          |           | Walstraat 23 | 51° 50' 4" NB, 5° 35' 55" OL | 0668/WN012 | Langhuisboerderij |

## Boven-Leeuwen
De plaats Boven-Leeuwen kent 6 gemeentelijke monumenten:
| Object                                                | Bouwjaar           | Architect | Locatie               | Coördinaten                   | Nr.        | Afbeelding  |
| ----------------------------------------------------- | ------------------ | --------- | --------------------- | ----------------------------- | ---------- | ----------- |
| Krukhuis                                              |                    |           | Bernhardstraat 6      | 51° 53' 7" NB, 5° 33' 24" OL  | 0668/WN013 | Krukhuis    |
| T-boerderij                                           | ca. 1900           |           | Bernhardstraat 8      | 51° 53' 9" NB, 5° 33' 28" OL  | 0668/WN014 | T-boerderij |
| T-boerderij                                           | midden-19de-eeuwse |           | Bernhardstraat 21     | 51° 53' 12" NB, 5° 33' 29" OL | 0668/WN015 | T-boerderij |
| T-boerderij                                           |                    |           | Bernhardstraat 32     | 51° 53' 17" NB, 5° 33' 37" OL | 0668/WN016 | T-boerderij |
| Boerenwoonhuis (alleen veeschuur van monumentenlijst) |                    |           | Faunastraat 12        | 51° 53' 23" NB, 5° 33' 37" OL | 0668/WN017 | Upload foto |
| T-boerderij                                           |                    |           | Waalbanddijk 43 + 43a | 51° 53' 16" NB, 5° 32' 37" OL | 0668/WN018 | Upload foto |

## Dreumel
De plaats Dreumel kent 7 gemeentelijke monumenten:
| Object                         | Bouwjaar | Architect | Locatie        | Coördinaten                   | Nr.        | Afbeelding                     |
| ------------------------------ | -------- | --------- | -------------- | ----------------------------- | ---------- | ------------------------------ |
| Gedenknaald watersnoodmonument | 1864     |           | Waaldijk bij 7 | 51° 50' 31" NB, 5° 24' 60" OL | 0668/WN019 | Gedenknaald watersnoodmonument |
| Woning                         |          |           | Waaldijk 23    | 51° 51' 5" NB, 5° 25' 27" OL  | 0668/WN020 | Woning                         |
| Langhuis van hoekgeveltype     |          |           | Waaldijk 37    | 51° 51' 26" NB, 5° 25' 43" OL | 0668/WN021 | Meer afbeeldingen              |
| T-boerderij                    |          |           | Waaldijk 39    | 51° 51' 29" NB, 5° 25' 45" OL | 0668/WN022 | Meer afbeeldingen              |
| T-boerderij                    |          |           | Waaldijk 40    | 51° 51' 29" NB, 5° 25' 46" OL | 0668/WN023 | T-boerderij                    |
| T-boerderij                    |          |           | Waaldijk 41    | 51° 51' 34" NB, 5° 25' 50" OL | 0668/WN024 | Meer afbeeldingen              |
| Langhuisboerderij              |          |           | Waaldijk 43    | 51° 51' 40" NB, 5° 25' 59" OL | 0668/WN025 | Meer afbeeldingen              |

## Maasbommel
De plaats Maasbommel kent 5 gemeentelijke monumenten:
| Object                                     | Bouwjaar | Architect | Locatie             | Coördinaten                   | Nr.        | Afbeelding                                 |
| ------------------------------------------ | -------- | --------- | ------------------- | ----------------------------- | ---------- | ------------------------------------------ |
| Langhuisboerderij                          |          |           | Bovendijk 51        | 51° 50' 17" NB, 5° 32' 39" OL | 0668/WN026 | Upload foto                                |
| Herenhuis, eclectisch. Voormalige pastorie | 1844     |           | Raadhuisdijk 42     | 51° 49' 10" NB, 5° 32' 6" OL  | 0668/WN027 | Herenhuis, eclectisch. Voormalige pastorie |
| Krukhuisboerderij                          |          |           | Sluissestraat 5     | 51° 50' 31" NB, 5° 32' 46" OL | 0668/WN028 | Meer afbeeldingen                          |
| T-boerderij Kronenburg                     | ca. 1800 |           | Velddijksestraat 16 | 51° 49' 41" NB, 5° 32' 8" OL  | 0668/WN029 | Meer afbeeldingen                          |
| Krukhuisboerderij                          |          |           | Velddijksestraat 38 | 51° 49' 55" NB, 5° 31' 57" OL | 0668/WN030 | Upload foto                                |

## Wamel
De plaats Wamel kent 1 gemeentelijk monument:
| Object           | Bouwjaar | Architect | Locatie         | Coördinaten                  | Nr.        | Afbeelding  |
| ---------------- | -------- | --------- | --------------- | ---------------------------- | ---------- | ----------- |
| Daggelderswoning |          |           | Waalbandijk 146 | 51° 52' 56" NB, 5° 28' 9" OL | 0668/WN031 | Upload foto |

Aalten · 
Apeldoorn · 
Arnhem · 
Barneveld · 
Berkelland · 
Beuningen · 
Bronckhorst · 
Brummen · 
Buren · 
Culemborg · 
Doesburg · 
Doetinchem · 
Druten · 
Duiven · 
Ede · 
Elburg · 
Epe · 
Ermelo · 
Groesbeek · 
Harderwijk · 
Hattem · 
Heerde · 
Heumen · 
Lingewaard · 
Lochem · 
Maasdriel · 
Montferland · 
Neder-Betuwe · 
Nijkerk · 
Nijmegen · 
Nunspeet · 
Oldebroek · 
Oost Gelre · 
Oude IJsselstreek · 
Overbetuwe · 
Putten · 
Renkum · 
Rheden · 
Rozendaal · 
Scherpenzeel · 
Tiel · 
Ubbergen · 
Voorst · 
Wageningen · 
West Betuwe · 
West Maas en Waal · 
Westervoort · 
Wijchen · 
Winterswijk · 
Zaltbommel · 
Zevenaar · 
Zutphen